# A7-es autópálya (Ausztria)

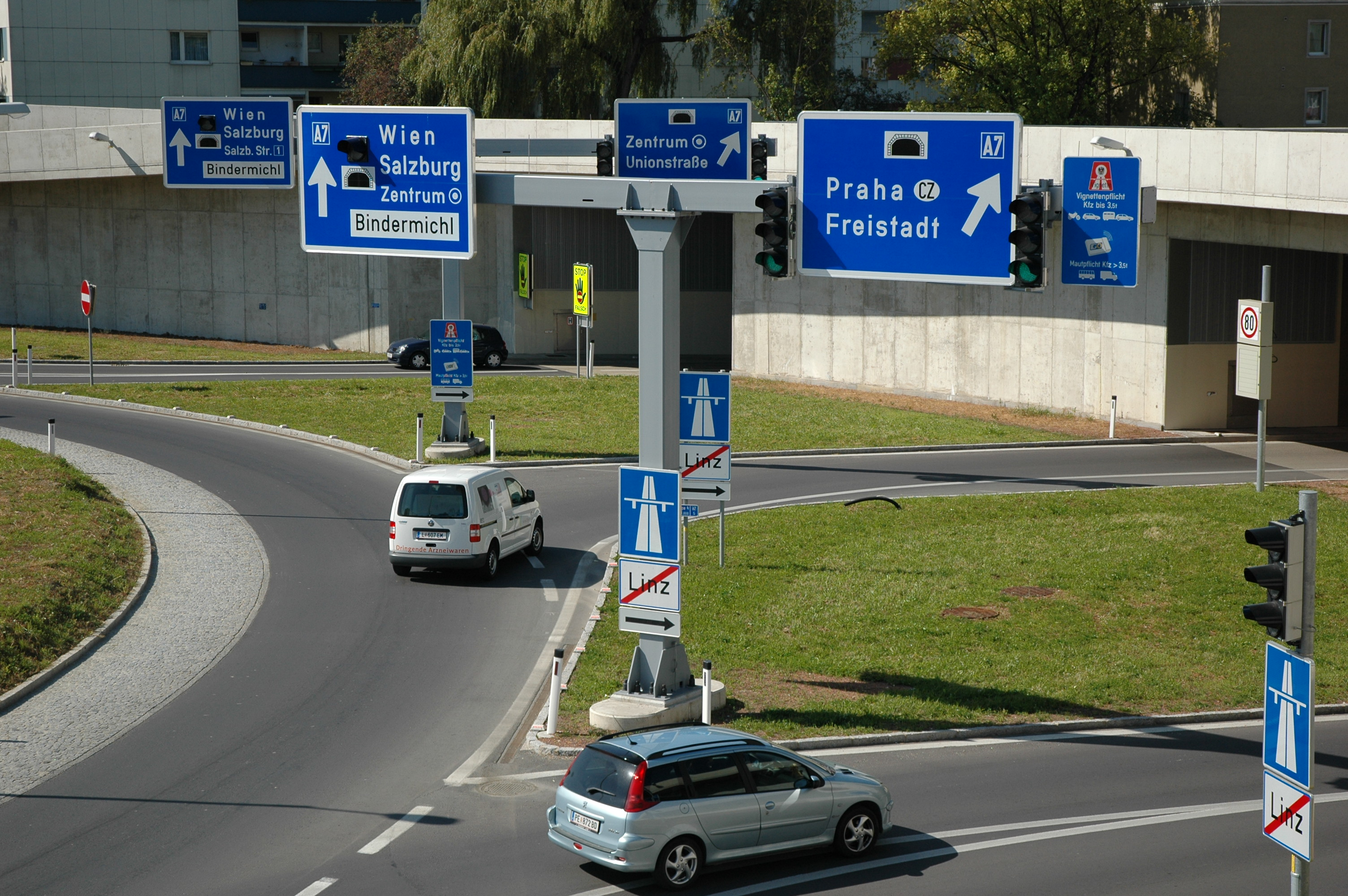
Az út Linzben

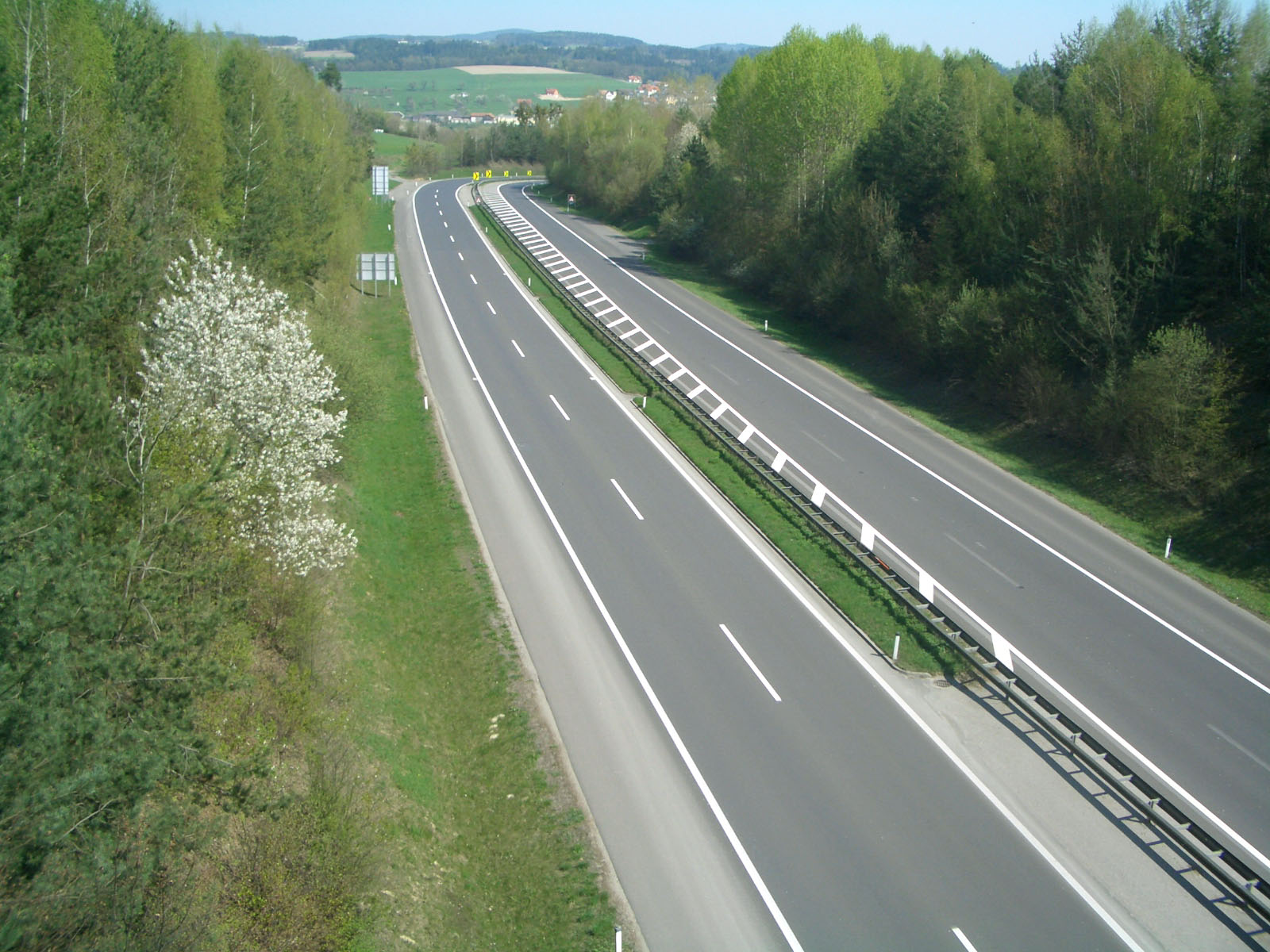
Az A7-es autópálya vége

Az A7-es autópálya (németül: Mühlkreis Autobahn) egy autópálya Ausztriában. Összeköttetést biztosít Linz és Mühlviertel között.

## Története
Az első szakaszt 1964. október 24-én nyitották meg Linz csomóponttól a Salzburger Straßéig.  1971 és 1979 között további szakaszokat adtak át a város területén. 1974 és 1982 között elnyerte az autópálya a mai kialakítását a város határ és a végcsomópont között. 
Eredetileg a cseh határig tervezték kiépíteni Wullowitz / Dolní Dvorisite felé vezetve. A Gusentalon át Freistadt irányába kívánták vezetni, a várost nyugatról elkerülve egy hosszú vasútállomás feletti híddal és alagúttal. Az autópálya Unterweitersdorfig épült ki, majd innen az S10-es autóúttal folytatódik Freistadt város és a cseh határ felé. Az aktuális állapot szerint 2015 év végén éri el Freistadt-Süd csomópontot.
Az autópálya Linz városi szakaszán 63 790 jármű halad el, ami a második legforgalmasabb útszakasza Felső-Ausztriának. A jelentős zajhatás miatt környezetvédelmi intézkedések keretében több szakaszon építettek ki zajvédelmet vagy fedték be az utat.

## Fordítás
- Ez a szócikk részben vagy egészben az Mühlkreis Autobahn című német Wikipédia-szócikk fordításán alapul.  Az eredeti cikk szerkesztőit annak laptörténete sorolja fel. Ez a jelzés csupán a megfogalmazás eredetét és a szerzői jogokat jelzi, nem szolgál a cikkben szereplő információk forrásmegjelöléseként.